# Хачбот
Хачбот (англ. hatch boat — судно с садком) — историческое название малоразмерных парусных рыболовных и транспортных судов с закрывающимися садками для живой рыбы, большими люками и разборной палубой. Заложенная в их конструкции возможность убирать палубное покрытие была предусмотрена для увеличения грузоподъёмности и вместимости. 
Хачботы активно применялись в основном на территории Соединённых Штатов; момент самого широкого их распространения пришёлся на середину XX века.